# Pliosauridae
Pliosauridae là một họ bò sát biển plesiosauria tồn tại từ Jura sớm tới đầu Creta muộn (tầng Hettange tới tầng Tours) ở Australia, châu Âu, Bắc Mĩ và Nam Mĩ. Vào thời kì cuối tầng Tours, chúng dần bị thay thế bởi thương long. Chúng được đặt tên chính thức bởi Harry G. Seeley vào năm 1874.

## Quan hệ họ hàng
Pliosauridae được xác định là một nút phân loại sinh học vào năm 2010 (và trong một số nghiên cứu sớm hơn in a similar manner), nó bao gồm "tất cả các phân loại có họ hàng gần với Pliosaurus brachydeirus hơn là với Leptocleidus superstes, Polycotylus latipinnis và Meyerasaurus victor". Họ Brachauchenidae được đề xuất bao gồm cả họ pliosauroid mà gồm toàn các loài cổ ngắn và có thể cả chi Brachauchenius và Kronosaurus. Tuy nhiên, các phân tích phân loại hiện đại chỉ ra rằng Brachauchenidae chỉ là một phân họ của pliosaurid và có thể là "nhóm trên" của Pliosauridae.
Dưới đây là cây phát sinh loài của Benson & Druckenmiller (2014).